# Estadio Universitario Beto Ávila
O Estadio Universitario Beto Ávila é um estádio em Veracruz, México. O local tem capacidade para suportar 7,319 pessoas, e foi nomeado em homenagem ao nativo de Veracruz, Beto Ávila, que jogou no Cleveland Indians.